# Area Specialmente Protetta dell'Antartide

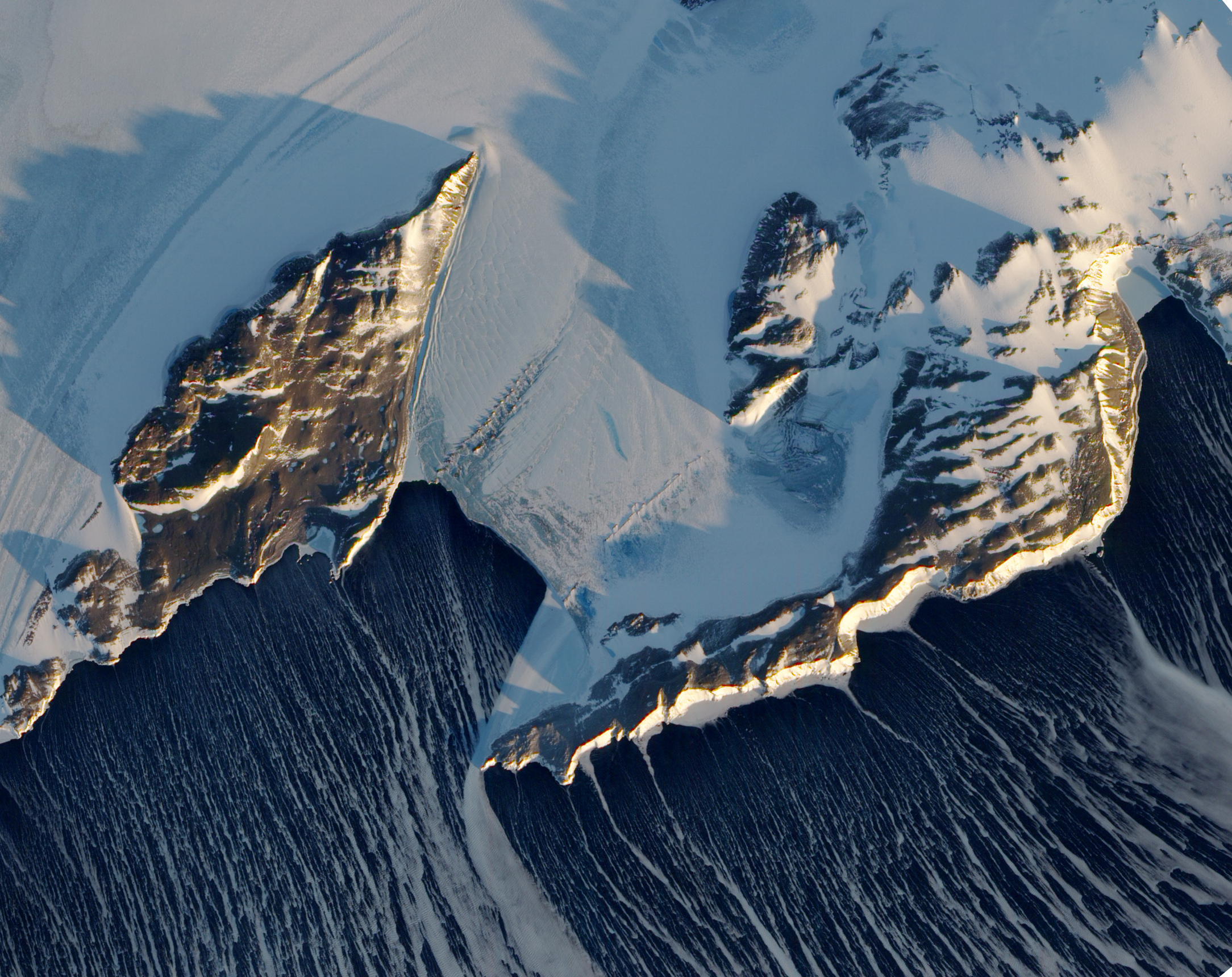
Immagine satellitare della Baia Terra Nova (ASPA 161)

Un'Area Specialmente Protetta dell'Antartide (ASPA) (in inglese: Antarctic Specially Protected Area) è una parte del continente antartico, delle sue isole o dei mari adiacenti, sottoposta a protezione per particolare valore scientifico, estetico, storico o naturale. Questa denominazione è definita dall'articolo 3 dell'Allegato V del Protocollo di Madrid del 1991 (entrato in vigore nel gennaio 1998), relativo al Trattato Antartico.
L'ingresso in un'ASPA è proibito senza speciali permessi e tutte le attività al suo interno devono rispettare il Piano di Gestione dell'area.
I siti ASPA sono protetti dai governi di Australia, Nuova Zelanda, Stati Uniti d'America, Regno Unito, Cile, Francia, Argentina, Polonia, Russia, Norvegia, Giappone, India, Italia e Corea del Sud. Le ASPA riconosciute al gennaio 2024 sono 76.

## Lista dei siti ASPA
| Codice ASPA               | Denominazione | Proponente                     | Anno        | Coordinate                                       | Area (km²) | Immagine |
| ------------------------- | --- | ------------------------------ | ----------- | ------------------------------------------------ | ---------- | -------- |
| ASPA 101                  | Colonia di pinguini Taylor, Terra di Mac. Robertson                                                                            | Australia                      | 1966        | 67°26′S 60°50′E                                  | 0,26       |          |
| ASPA 102                  | Isole Rookery, Baia Holme, Terra di Mac. Robertson                                                                             | Australia                      | 1966        | 67°36′36.7″S 62°32′06.7″E                        | 1,67       |          |
| ASPA 103                  | Isola Ardery e Isola Odbert, Costa di Budd, Terra di Wilkes                                                                    | Australia                      | 1966        | 66°22′S 110°28′E 66°22′S 110°33′E                | 2,44       |          |
| ASPA 104                  | Isola Sabrina, isole Balleny                                                                                                   | Nuova Zelanda                  | 1966        | 66°55′S 163°19′E                                 | 1,5        |          |
| ASPA 105                  | Isola Beaufort, Canale McMurdo, mare di Ross                                                                                   | Nuova Zelanda                  | 1966        | 76°59′S 167°00′E                                 | 14,16      |          |
| ASPA 106                  | Capo Hallett, Terra Vittoria, mare di Ross                                                                                     | Stati Uniti                    | 1966        | 72°19′S 170°16′E                                 | 0,53       |          |
| ASPA 107                  | Isola Imperatore, isole Dion, Baia Margherita, Terra di Graham                                                                 | Regno Unito                    | 1966        | 67°52′S 68°42′W                                  | 4,67       |          |
| ASPA 108                  | Isola Verde, isole Berthelot, Terra di Graham                                                                                  | Regno Unito                    | 1966        | 65°19′S 64°09′W                                  | 0,17       |          |
| ASPA 109                  | Isola Moe, Isole Orcadi Meridionali                                                                                            | Regno Unito                    | 1966        | 60°44′S 45°41′W                                  | 1,2        |          |
| ASPA 110                  | Isola Lynch, Isole Orcadi Meridionali                                                                                          | Regno Unito                    | 1966        | 60°39′10″S 45°36′25″W                            | 0,15       |          |
| ASPA 111                  | Parte meridionale dell'isola Powell e isole adiacenti, Isole Orcadi Meridionali                                                | Regno Unito                    | 1966        | 60°42′S 45°01′W                                  | 23,56      |          |
| ASPA 112                  | Penisola Coppermine, Isola Robert, isole Shetland Meridionali                                                                  | Cile                           | 1970        | 62°23′S 59°42′W                                  | 0,67       |          |
| ASPA 113                  | Isola di Litchfield, Porto Arthur, isola di Anvers, Arcipelago di Palmer                                                       | Stati Uniti                    | 1975        | 64°46′S 64°06′W                                  | 0,36       |          |
| ASPA 114 [Declassificata] | Parte settentrionale dell'Isola dell'Incoronazione, Isole Orcadi Meridionali                                                   | Regno Unito                    | 1985 - 2014 | 60°33′S 45°35′W                                  | 91,76      |          |
| ASPA 115                  | Isola Lagotellerie, Baia Margherita, Terra di Graham                                                                           | Regno Unito                    | 1985        | 67°53′S 67°24′W                                  | 1,62       |          |
| ASPA 116                  | Valle New College, Caughley Beach, Capo Bird, Isola di Ross                                                                    | Nuova Zelanda                  | 1985        | 77°13′S 166°29′E                                 | 0,34       |          |
| ASPA 117                  | Isola Avian, Baia Margherita, Terra di Graham                                                                                  | Regno Unito                    | 1989        | 67°46′S 68°54′W                                  | 1,12       |          |
| ASPA 118 [Declassificata] | Cima del Monte Melbourne, Terra Vittoria                                                                                       | Nuova Zelanda                  | 1985 - 2014 | 74°21′S 164°42′W                                 | 6,56       |          |
| ASPA 119                  | Valle Davis e Stagno Forlidas, Massiccio Dufek, Monti Pensacola                                                                | Stati Uniti                    | 1991        | 82°27′S 51°21′W                                  | 56,81      |          |
| ASPA 120                  | Arcipelago di Pointe-Géologie, Terra Adelia                                                                                    | Francia                        | 1995        | 66°40′S 140°02′E                                 | 0,37       |          |
| ASPA 121                  | Capo Royds, Isola di Ross | Stati Uniti                    | 1975        | 77°33′20″S 166°09′56″E                           | 0,62       |          |
| ASPA 122                  | Arrival Heights, Penisola di Hut Point, Isola di Ross                                                                          | Stati Uniti                    | 1975        | 77°49′S 166°39′E                                 | 0,73       |          |
| ASPA 123                  | Valle di Barwick e Valle di Balham, sud della Terra Vittoria                                                                   | Stati Uniti                    | 1975        | 77°20′S 161°00′E                                 | 418,14     |          |
| ASPA 124                  | Capo Crozier, Isola di Ross | Stati Uniti                    | 1966        | 77°30′30″S 169°21′30″E                           | 72,21      |          |
| ASPA 125                  | Penisola Fildes, Isola di re Giorgio                                                                                           | Cile                           | 1966        | 62°12′S 58°58′W                                  | 2,34       |          |
| ASPA 126                  | Penisola Byers, isola Livingston, isole Shetland Meridionali                                                                   | Cile, Regno Unito, Spagna      | 1966        | 62°34′35″S 61°13′07″W                            | 90,56      |          |
| ASPA 127                  | Isola Haswell | Russia                         | 1975        | 66°31′S 93°00′E                                  | 5,01       |          |
| ASPA 128                  | Costa occidentale della Baia dell'Ammiragliato, Isola di re Giorgio                                                            | Polonia                        | 1979        | 62°11′S 58°27′W                                  | 18,04      |          |
| ASPA 129                  | Punta Rothera, Isola Adelaide                                                                                                  | Regno Unito                    | 1985        | 67°34′S 68°06′W                                  | 0,04       |          |
| ASPA 130 [Declassificata] | Tramway Ridge, Monte Erebus, Isola di Ross                                                                                     | Nuova Zelanda                  | 1985 - 2014 | 77°31′S 167°07′W                                 | 0,04       |          |
| ASPA 131                  | Ghiacciaio Canada, lago Fryxell, Valle di Taylor, Terra Vittoria                                                               | Nuova Zelanda                  | 1985        | 77°37′S 163°03′E                                 | 1,51       |          |
| ASPA 132                  | Penisola Potter, Isola di re Giorgio, isole Shetland Meridionali                                                               | Argentina                      | 1985        | 62°15′S 58°39′W                                  | 2,17       |          |
| ASPA 133                  | Punta Armonia, Isola Nelson, isole Shetland Meridionali                                                                        | Argentina, Cile                | 1985        | 62°18′S 59°11′W                                  | 30,69      |          |
| ASPA 134                  | Punta Cierva e isole litorali, Costa di Danco, Terra di Graham                                                                 | Argentina                      | 1985        | 64°10′S 61°01′W                                  | 59,03      |          |
| ASPA 135                  | Nordest della Penisola di Bailey, Costa di Budd, Terra di Wilkes                                                               | Australia                      | 1985        | 66°17′S 110°33′E                                 | 0,28       |          |
| ASPA 136                  | Penisola di Clark, Costa di Budd, Terra di Wilkes                                                                              | Australia                      | 1985        | 66°15′S 110°36′E                                 | 9,38       |          |
| ASPA 137                  | Parte nord-occidentale dell'Isola White, Canale McMurdo                                                                        | Stati Uniti                    | 1985        | 78°07′S 167°11′E                                 | 141,61     |          |
| ASPA 138                  | Linnaeus Terrace, Dorsale Asgard, Terra Vittoria                                                                               | Stati Uniti                    | 1985        | 77°35′S 161°05′E                                 | 0,78       |          |
| ASPA 139                  | Punta Biscoe, Isola Anvers, Arcipelago di Palmer                                                                               | Stati Uniti                    | 1985        | 64°48′S 63°47′W                                  | 0,6        |          |
| ASPA 140                  | Parti dell'Isola Deception, isole Shetland Meridionali                                                                         | Regno Unito                    | 1985        | 62°57′S 60°38′E                                  | 2,57       |          |
| ASPA 141                  | Valle Yukidori, Langhovde, Baia Lützow-Holm                                                                                    | Giappone                       | 1987        | 69°14′30″S 39°46′00″E                            | 4,88       |          |
| ASPA 142                  | Nunatak Svarthamaren | Norvegia                       | 1987        | 71°54′40″S 5°11′00″E                             | 6,49       |          |
| ASPA 143                  | Pianura Marina, penisola Mule, Colli Vestfold, Terra della Principessa Elisabetta                                              | Australia                      | 1987        | 68°37′50.2″S 78°07′55.2″E                        | 20,46      |          |
| ASPA 144 [Declassificata] | Baia Discovery, Isola Greenwich, isole Shetland Meridionali                                                                    | Cile                           | 1987 - 2023 | 62°29′06″S 59°41′27″W                            | 0,66       |          |
| ASPA 145                  | Porto Foster, Isola Deception, isole Shetland Meridionali                                                                      | Cile                           | 1987        | 62°55′51″S 60°37′30″W e 62°57′33″S 60°36′50″W    | 2,24       |          |
| ASPA 146                  | South Bay, Isola Doumer, Arcipelago di Palmer                                                                                  | Cile                           | 1987        | 64°52′S 63°35′W                                  | 0,96       |          |
| ASPA 147                  | Ablation Valley e Alture di Ganimede, Isola Alessandro I                                                                       | Regno Unito                    | 1989        | 70°50′S 68°30′W                                  | 109,02     |          |
| ASPA 148                  | Monte Flora, Baia Esperanza, Terra di Graham                                                                                   | Argentina, Regno Unito         | 1989        | 63°25′S 57°01′W                                  | 0,35       |          |
| ASPA 149                  | Capo Shirreff e isola San Telmo, isola Livingston, isole Shetland Meridionali                                                  | Stati Uniti                    | 1966        | 62°27′30″S 60°47′17″W                            | 9,74       |          |
| ASPA 150                  | Isola Ardley, Baia Maxwell, Isola di re Giorgio, isole Shetland Meridionali                                                    | Cile                           | 1991        | 62°13′S 58°54′W                                  | 1,22       |          |
| ASPA 151                  | Lions Rump, Isola di re Giorgio, isole Shetland Meridionali                                                                    | Polonia                        | 1991        | 62°08′S 58°07′W                                  | 1,32       |          |
| ASPA 152 [Declassificata] | Stretto di Bransfield occidentale, Terra di Graham                                                                             | Stati Uniti                    | 1991 - 2024 | 63°23′S 62°21′W                                  | 915,8      |          |
| ASPA 153 [Declassificata] | Baia di Dallmann orientale, Terra di Graham                                                                                    | Stati Uniti                    | 1991 - 2024 | 64°10′S 62°50′W                                  | 609,54     |          |
| ASPA 154                  | Botany Bay, Capo Geology, Terra Vittoria                                                                                       | Nuova Zelanda                  | 1997        | 77°00′30″S 162°34′00″E                           | 2,14       |          |
| ASPA 155                  | Capo Evans, Isola di Ross | Nuova Zelanda                  | 1997        | 77°38′S 166°24′E                                 | 0,06       |          |
| ASPA 156                  | Baia di Lewis, monte Erebus, Isola di Ross                                                                                     | Nuova Zelanda                  | 1997        | 77°25′29″S 167°28′30″E                           | 14,41      |          |
| ASPA 157                  | Baia Backdoor, Capo Royds, Isola di Ross                                                                                       | Nuova Zelanda                  | 1998        | 77°33′10.7″S 166°10′06.5″E                       | 0,04       |          |
| ASPA 158                  | Hut Point, Isola di Ross | Nuova Zelanda                  | 1972        | 77°50′50″S 166°38′00″E                           |            |          |
| ASPA 159                  | Capo Adare, Borchgrevink Coast                                                                                                 | Nuova Zelanda                  | 1972        | 71°18′S 170°09′E                                 | 0,03       |          |
| ASPA 160                  | Isole Frazier, Isole Windmill, Terra di Wilkes                                                                                 | Australia                      | 2003        | 66°14′S 110°10′E                                 | 0,6        |          |
| ASPA 161                  | Baia Terra Nova, mare di Ross                                                                                                  | Italia                         | 2003        | 74°45′S 164°10′E                                 | 29,46      |          |
| ASPA 162                  | Mawson's Huts, Capo Denison, Baia del Commonwealth, Terra di Giorgio V                                                         | Australia                      | 2004        | 67°00′30″S 142°39′40″E                           |            |          |
| ASPA 163                  | Ghiacciaio Dakshin Gangotri, Terra della Regina Maud                                                                           | India                          | 2005        | 70°45′15″S 11°38′30″E                            | 4,31       |          |
| ASPA 164                  | Monoliti di Scullin e Murray, Terra di Mac. Robertson                                                                          | Australia                      | 2005        | 67°47′S 66°42′E e 67°47′S 66°53′E                | 10,23      |          |
| ASPA 165                  | Punta Edmonson, Baia di Wood, mare di Ross                                                                                     | Italia                         | 2006        | 74°20′S 165°08′E                                 | 5,5        |          |
| ASPA 166                  | Porto Martin, Terra Adelia | Francia                        | 1985        | 66°49′S 141°23′E                                 | 0,17       |          |
| ASPA 167                  | Isola Hawker, Terra della Principessa Elisabetta                                                                               | Australia                      | 2006        | 68°35′S 77°50′E                                  | 2,17       |          |
| ASPA 168                  | Monte Harding, Monti Grove | Cina                           | 2008        | 72°54′00″S 75°02′30″E                            | 102,78     |          |
| ASPA 169                  | Baia Amanda, Costa di Ingrid Christensen, Terra della Principessa Elisabetta                                                   | Australia, Cina                | 2008        | 69°15′00″S 76°49′59.9″E                          | 17,15      |          |
| ASPA 170                  | Marion Nunataks, isola Charcot, Terra di Palmer                                                                                | Regno Unito                    | 2008        | 69°45′S 75°15′W                                  | 179,55     |          |
| ASPA 171                  | Punta Narebski, penisola Barton, Isola di re Giorgio                                                                           | Corea del Sud                  | 2009        | 62°14′03″S 58°46′05″W                            | 0,89       |          |
| ASPA 172                  | Ghiacciaio Taylor inferiore e Cascate di sangue, Valle di Taylor, Valli secche McMurdo, Terra Vittoria                         | Stati Uniti                    | 2012        | 77°50′13″S 161°40′14″E                           | 436        |          |
| ASPA 173                  | Capo Washington e Silverfish Bay, Baia Terra Nova, mare di Ross                                                                | Italia, Stati Uniti            | 2013        | 74°37.1′S 164°57.6′E                             | 286        |          |
| ASPA 174                  | Penisola Stornes, Colli Larsemann, Terra della Principessa Elisabetta                                                          | Australia, Cina, India, Russia | 2014        | 69°25′S 76°06′E                                  | 21,13      |          |
| ASPA 175                  | Siti geotermali d'alta quota della regione del mare di Ross (aree sommitali di Monte Erebus, Monte Melbourne e Monte Rittmann) | Stati Uniti                    | 2014        | 77.53°S 167.17°E 74.33°S 164.7°E 73.45°S 165.5°E | 0,265      |          |
| ASPA 176                  | Isole Rosenthal, Isola Anvers, Arcipelago di Palmer                                                                            | Stati Uniti                    | 2021        | 64°35′S 64°15′W                                  | 111        |          |
| ASPA 177                  | Isole Léonie e parte sud-orientale dell'Isola Adelaide, Terra di Graham                                                        | Regno Unito                    | 2021        | 67°35′S 68°13′W                                  | 102,07     |          |
| ASPA 178                  | Isola Inexpressible e Seaview Bay, mare di Ross                                                                                | Cina, Italia, Corea del Sud    | 2021        | 74°54′S 163°43′E                                 | 3,31       |          |
| ASPA 179                  | Monti Sør Rondane occidentali, Terra della Regina Maud                                                                         | Belgio                         | 2023        | 71°55′S 23°19′E                                  | 35817      |          |
| ASPA 180                  | Danger Island, Terra di Graham                                                                                                 | Germania Stati Uniti           | 2024        | 63°25′S 54°40′W                                  | 4,48       |          |
| ASPA 181                  | Farrier Col, Isola Horseshoe, Baia Margherita, Terra di Graham                                                                 | Belgio Turchia Regno Unito     | 2024        | 67°42′S 67°13′W                                  | 0,40       |          |
| ASPA 182                  | Stretto di Bransfield occidentale e Baia di Dallmann orientale, Terra di Graham                                                | Stati Uniti                    | 2024        | 63°42′S 62°24′W                                  | 610        |          |